# Herpestidae
Gli erpestidi (Herpestidae), o manguste, sono una famiglia dell'ordine dei carnivori. Vivono nell'Asia meridionale e sud-orientale e in Africa. Ne esistono 34 specie, tutte molto simili per forma e abitudini. Il nome mangusta viene usato per indicare anche delle specie della sottofamiglia Galidiinae.

## Descrizione

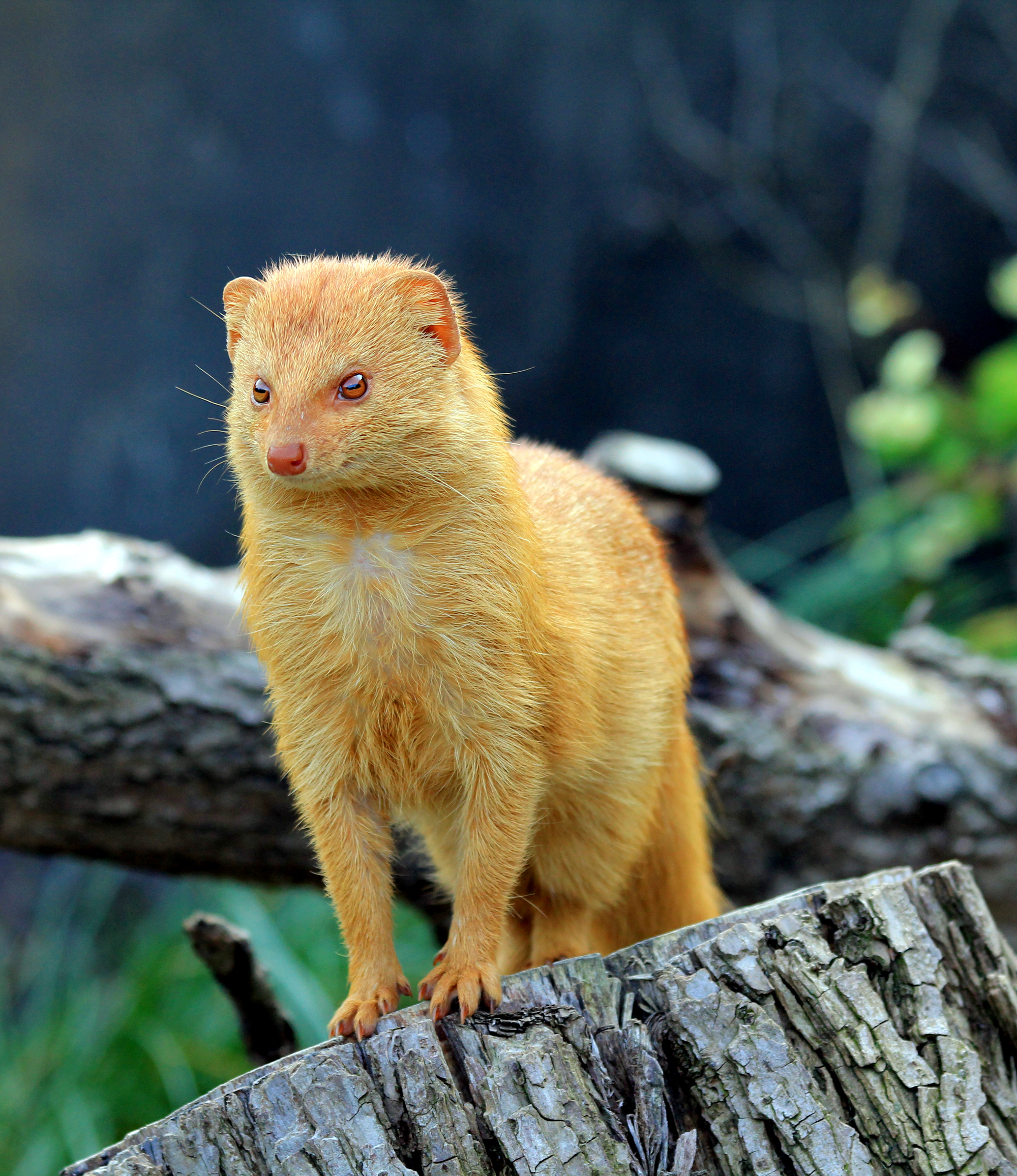
Mangusta snella (Galerella sanguinea) nello Zoo di Praga nella Repubblica Ceca

Le manguste hanno un corpo allungato e le zampe corte, il muso appuntito e la coda cespugliosa, affusolata. Gli occhi sono di modeste dimensioni e le orecchie, piccole, sono quasi nascoste dalla lunga pelliccia, piuttosto grossolana e ruvida. La maggior parte delle manguste ha cinque dita, con altrettanti artigli. Nella mangusta nana comune la lunghezza del corpo è di 24 cm, la lunghezza della coda di 19 cm e il peso di 320 g; nella mangusta dalla coda bianca, la lunghezza del corpo è di 58 cm, quella della coda 44 cm e il peso superiore ai 5 kg; alcune manguste icneumone sono ancora più lunghe.
Moltissime manguste sono pezzate o striate e alcune presentano un mantello con disegni vivaci. Nessuna specie, però, è a macchie; alcune hanno delle strisce sulle spalle, mentre i piedi, le zampe e la coda o la punta di essa possono essere spesso di una tonalità diversa. Le manguste striate e i suricati hanno delle strisce più scure sulla parte posteriore del corpo.
Anche all'interno della stessa specie esistono notevoli variazioni di colore. Per esempio, la mangusta rossa è grigia o marrone-giallastra nella maggior parte del suo areale, ma nel deserto del Kalahari è appunto rossa e c'è anche una forma melanica (nera). Le variazioni di colore, di solito, sono collegate al colore del suolo e permettono la mimetizzazione che è importante per la sopravvivenza.
Moltissime manguste hanno un grosso sacco anale che contiene almeno due aperture ghiandolari. I segnali olfattivi, prodotti dalla secrezione delle ghiandole anali e talora anche dalle guance, possono dare informazioni riguardo al sesso, alla recezione sessuale (condizioni sessuali) e all'identità individuale o del gruppo.

## Biologia
Da quando Kipling ha raccontato, ne Il libro della giungla, il duello tra Rikki-tikki-tavi e il cobra, si pensa comunemente che, in oriente, le manguste si nutrano di serpenti, ma, in realtà, i serpenti non sono sufficientemente abbondanti all'interno del territorio abitato da ogni specie di mangusta da essere predominanti nella sua dieta. La maggior parte delle manguste sono opportuniste: si nutrono di piccoli vertebrati, insetti e altri invertebrati e, solo occasionalmente, di frutta. La struttura dei denti e delle zampe riflette chiaramente la loro dieta. Occorre inoltre ricordare che, contrariamente a quanto si crede, non sono totalmente immuni al veleno dei serpenti.
Le manguste hanno un numero di denti variabile da 34 a 40 e in particolare quelle che sono cacciatrici efficienti di piccoli vertebrati, come le specie appartenenti al genere Herpestes, hanno ferini molto sviluppati per dilaniare meglio la carne.
I loro piedi hanno quattro o cinque dita, ciascuna terminante con un lungo artiglio non retrattile adatto per lo scavo. Le manguste sono solite annusare la superficie del terreno e, quando riescono a trovare un insetto, lo afferrano in superficie o lo estraggono dalla sua tana sotterranea.
Alcune manguste vanno molto lontano alla ricerca di cibo. Nel Serengeti, in Tanzania, alcuni branchi di manguste striate occupano un territorio di 15 km² e possono, nella stagione secca, percorrere fino a 9 km al giorno. Quando le risorse di cibo sono abbondanti e la densità della popolazione è alta, i territori e le distanze che vengono percorse sono considerevolmente più piccole. Le manguste striate del Parco di Ruwenzori, in Uganda, utilizzano degli spazi con dimensioni inferiori a 1 km e percorrono circa 2 km al giorno.
La maggior parte delle manguste raggiunge la maturità sessuale intorno ai due anni. La più bassa età riproduttiva è stata registrata nella mangusta di Giava che è già in grado di avere i cuccioli a 9 mesi di età. Le stagioni della riproduzione variano secondo le condizioni ambientali. In Sudafrica, i suricati e la mangusta gialla danno alla luce i piccoli solo nei mesi più caldi (e umidi) dell'anno. Nell'Uganda occidentale, dove il clima è costante e il cibo è abbondante, la mangusta striata si riproduce quattro volte durante l'anno, mentre in Tanzania settentrionale, dove le variazioni di temperatura sono minime, ma le stagioni secche e umide sono molto pronunciate, sia la mangusta striata sia la mangusta nana meridionale si riproducono solo nei mesi delle grandi piogge, durante i quali il cibo è più abbondante.
Nelle solitarie manguste rosse, i maschi adulti, i cui territori si sovrappongono, hanno importanza gerarchica. Il territorio del maschio dominante include quello di parecchie femmine, attraverso i quali il maschio si muove lasciando segnali olfattivi in prossimità di quelle femmine che sono in fase recettiva dal punto di vista sessuale e riproduttivo. Durante il periodo in cui la femmina è in calore vi è un breve corteggiamento.
Nella maggior parte delle specie i piccoli nascono con pochi peli sparsi e ciechi e aprono gli occhi a circa due settimane.

## Rapporti con l'uomo
Le manguste rappresentano un gruppo di animali che si è diffuso con successo. Non si conosce alcuna specie che sia in via di estinzione, ma le più vulnerabili sembrano essere le manguste di Sokoke, le manguste brune indiane e le manguste della Liberia, poiché il loro habitat è stato quasi completamente distrutto. La mangusta di Giava, la mangusta gialla e il suricato sono stati perseguitati dall'uomo, ma sono tuttavia diffusi e abbondanti (in realtà, la prima dei tre è la più diffusa). Le altre due specie sudafricane sono state perseguitate in quanto portatrici della rabbia. La mangusta di Giava è anch'essa un veicolo della rabbia e in alcune aree delle Indie occidentali e alle Hawaii viene considerata una rovina perché attacca il pollame e le faune locali. Fu introdotta nelle Indie occidentali nel 1870 e nelle Hawaii nel 1880, nel tentativo di limitare l'espansione dei topi nelle piantagioni di canna da zucchero. Nonostante qualche volta sia stato detto che la mangusta di Giava è la responsabile dell'estinzione, nelle Indie occidentali, di molte specie autoctone di uccelli e di rettili, non esiste alcuna argomentazione che possa provarlo. In molte isole queste manguste sono ancora importanti predatori dei roditori nocivi e la loro situazione deve essere presa in considerazione in modo separato per ogni particolare isola.
La mangusta icneumone veniva considerata sacra dagli antichi egizi e sulle pareti di tombe e templi, risalenti a 2800 anni a.C., sono state trovate delle figurazioni di manguste.

## Classificazione
- Genere Atilax
  - Atilax paludinosus (Cuvier, 1829) - mangusta di palude
- Genere Bdeogale
  - Bdeogale crassicauda Peters, 1852 - mangusta dalla coda folta
  - Bdeogale jacksoni (Thomas, 1894) - mangusta di Jackson
  - Bdeogale nigripes Pucheran, 1855 - mangusta dai piedi neri
  - Bdeogale omnivora Heller, 1913 - mangusta di Sokoke
- Genere Crossarchus
  - Crossarchus alexandri Thomas e Wroughton, 1907 - crossarco di Alexander
  - Crossarchus ansorgei Thomas, 1910 - crossarco di Ansorge
  - Crossarchus obscurus Cuvier, 1825 - mangusta bruna
  - Crossarchus platycephalus Goldman, 1984 - crossarco a testa piatta
- Genere Cynictis
  - Cynictis penicillata (Cuvier, 1829) - mangusta gialla
- Genere Dologale
  - Dologale dybowskii (Pousargues, 1893) - mangusta di Dybowski
- Genere Helogale
  - Helogale hirtula Thomas, 1904 - mangusta nana somala
  - Helogale parvula (Sundevall, 1847) - mangusta nana comune
- Genere Herpestes
  - Herpestes brachyurus Gray, 1837 - mangusta dalla coda corta
  - Herpestes edwardsii (Geoffroy Saint-Hilaire, 1818) - mangusta grigia indiana
  - Herpestes flavescens (Bocage, 1889) - mangusta rossa dell'Angola
  - Herpestes fuscus Waterhouse, 1838 - mangusta bruna indiana
  - Herpestes ichneumon (Linnaeus, 1758) - mangusta icneumone
  - Herpestes javanicus (Geoffroy Saint-Hilaire, 1818) - mangusta di Giava
  - Herpestes naso de Winton, 1901 - mangusta dal muso lungo
  - Herpestes ochraceus (Gray, 1848) - mangusta giallastra
  - Herpestes pulverulentus (Wagner, 1839) - mangusta grigia del Capo
  - Herpestes sanguineus (Rüppell, 1835) - mangusta rossa
  - Herpestes semitorquatus Gray, 1846 - mangusta dal collare
  - Herpestes smithii Gray, 1837 - mangusta rossiccia
  - Herpestes urva (Hodgson, 1836) - mangusta cancrivora
  - Herpestes vitticollis Bennett, 1835 - mangusta dal collo striato
- Genere Ichneumia
  - Ichneumia albicauda (Cuvier, 1829) - mangusta dalla coda bianca
- Genere Liberiictis
  - Liberiictis kuhni Hayman, 1958 - mangusta della Liberia
- Genere Mungos
  - Mungos gambianus (Ogilby, 1835) - mangusta del Gambia
  - Mungos mungo (Gmelin, 1788) - mangusta striata
- Genere Paracynictis
  - Paracynictis selousi (de Winton, 1896) - mangusta di Selous
- Genere Rhynchogale
  - Rhynchogale melleri (Gray, 1865) - mangusta di Meller
- Genere Suricata
  - Suricata suricatta (Schreber, 1776) - suricato